# Безуглов Володимир Васильович
Володимир Васильович Безу́глов (нар. 6 листопада 1947, Чернянка) — український художник і педагог; член Спілки радянських художників України з 1985 року. Лауреат Полтавської міської премії імені Миколи Ярошенка за 2011 рік. Чоловік художниці Ліоліни Безуглової.

## Біографія
Народився 6 листопада 1947 у слободі Чернянка (нині селище міського типу Бєлгородської області, Росія). 1950 року його сім'я переїхала до Полтави. 1966 року закінчив Полтавську дитячу художню школу, де навчався у Д. Меркур'єва, В. Максимчук, А. Щербака; у 1974 році — Харківський художньо-промисловий інститут, де був учнем Володимира Ненадо.
Упродовж 1975—1982 років викладав у Полтавському інженерно-будівельному інституті; у 1983—1993 роках працював художником на Полтавському художньо-виробничому комбінаті; у 1994—2021 роках — доцент кафедри образотворчого мистецтва Полтавського технічного університету. Мешкає у Полтаві в будинку на вулиці Української Повстанської Армії, № 21.

## Творчість
Працює у галузях станкового живопису і станкової графіки. Серед робіт:
- серії офортів: «Блокнот репортера» (1982), триптих «Ікар» («Ікар-1», 1982; «Ікар-2», 1986; «Ікар-3», 1988), «Сорочинський ярмарок», «Картинки з ярмарку» (1984), «Українське прислів'я» (1985);
- графічна серія «Гра» (1985);
- малярські композиції сюрреалістичного характеру з монохромною тональністю: «Лабіринт» (1989), «07. 11. 89», «17. 02. 90», «12. 03. 90», «24. 07. 90», «25. 05. 91».

Бере участь у виставках з 1969 року, всеукраїнських та закордонних — з 1976 року, зокрема експонувався у Болгарії у 1976 році, Польщі у 1980 році, Німеччині у 1982 році, Канаді у 1984 році, Швеції у 1990 році, США у 1992 році. Персональні виставки відбулися у Велико-Тирново у 1990 році, Штутгарті у 1993 році.
Роботи художника зберігаються у Полтавському краєзнавчому музеї (триптих «Ікар»), Державному музеї-заповіднику «Поле Полтавської битви», Національному музеї-заповіднику Миколи Гоголя у селі Гоголевому, фондах Міністерства культури та інформаційної політики України, Дирекції виставок Національної спілки художників України.

## У мистецтві
У 2016 році олійний портрет Володимира Безуглого написав художник Микола Підгорний.